# Combretum quadratum
Combretum quadratum är en tvåhjärtbladig växtart som beskrevs av William Grant Craib. Combretum quadratum ingår i släktet Combretum och familjen Combretaceae. Inga underarter finns listade i Catalogue of Life.